# Grande Prêmio da Argentina de Motovelocidade
O Grande Prêmio da Argentina de MotoGP é um evento motociclístico que faz parte do mundial de MotoGP.
O evento foi realizado dez vezes no Autódromo Oscar Alfredo Gálvez entre 1961 e 1999, mas a partir de 2014 a prova passou a realizar-se no Autódromo Termas de Río Hondo.

## Vencedores do Grande Prêmio da Argentina de MotoGP
Em fundo vermelho indica que o GP não fez parte do campeonato de MotoGP.
| Ano  | Pista               | Moto3                                    | Moto3                                    | Moto2                                    | Moto2                                    | MotoGP                                   | MotoGP                                   | Resumo                                   |
| Ano  | Pista               | Piloto                                   | Moto                                     | Piloto                                   | Moto                                     | Piloto                                   | Moto                                     | Resumo                                   |
| ---- | ------------------- | ---------------------------------------- | ---------------------------------------- | ---------------------------------------- | ---------------------------------------- | ---------------------------------------- | ---------------------------------------- | ---------------------------------------- |
| 2023 | Termas de Río Hondo | Tatsuki Suzuki                           | Honda                                    | Tony Arbolino                            | Kalex                                    | Marco Bezzecchi                          | Ducati                                   | Detalhes                                 |
| 2022 | Termas de Río Hondo | Sergio García                            | Gas Gas                                  | Celestino Vietti                         | Kalex                                    | Aleix Espargaró                          | Aprilia                                  | Detalhes                                 |
| 2021 | Termas de Río Hondo | Cancelados devido à Pandemia de COVID-19 | Cancelados devido à Pandemia de COVID-19 | Cancelados devido à Pandemia de COVID-19 | Cancelados devido à Pandemia de COVID-19 | Cancelados devido à Pandemia de COVID-19 | Cancelados devido à Pandemia de COVID-19 | Cancelados devido à Pandemia de COVID-19 |
| 2020 | Termas de Río Hondo | Cancelados devido à Pandemia de COVID-19 | Cancelados devido à Pandemia de COVID-19 | Cancelados devido à Pandemia de COVID-19 | Cancelados devido à Pandemia de COVID-19 | Cancelados devido à Pandemia de COVID-19 | Cancelados devido à Pandemia de COVID-19 | Cancelados devido à Pandemia de COVID-19 |
| 2019 | Termas de Río Hondo | Jaume Masiá                              | KTM                                      | Lorenzo Baldassarri                      | Kalex                                    | Marc Márquez                             | Honda                                    | Detalhes                                 |
| 2018 | Termas de Río Hondo | Marco Bezzecchi                          | KTM                                      | Mattia Pasini                            | Kalex                                    | Cal Crutchlow                            | Honda                                    | Detalhes                                 |
| 2017 | Termas de Río Hondo | Joan Mir                                 | Honda                                    | Franco Morbidelli                        | Kalex                                    | Maverick Viñales                         | Yamaha                                   | Detalhes                                 |
| 2016 | Termas de Río Hondo | Khairul Idham Pawi                       | Honda                                    | Johann Zarco                             | Kalex                                    | Marc Márquez                             | Honda                                    | Detalhes                                 |
| 2015 | Termas de Río Hondo | Danny Kent                               | Honda                                    | Johann Zarco                             | Kalex                                    | Valentino Rossi                          | Yamaha                                   | Detalhes                                 |
| 2014 | Termas de Río Hondo | Romano Fenati                            | KTM                                      | Esteve Rabat                             | Kalex                                    | Marc Márquez                             | Honda                                    | Detalhes                                 |

| Ano  | Pista        | 125 cc          | 125 cc    | 250 cc              | 250 cc   | 350 cc        | 350 cc        | 500 cc             | 500 cc |
| Ano  | Pista        | Piloto          | Moto      | Piloto              | Moto     | Piloto        | Moto          | Piloto             | Moto   |
| ---- | ------------ | --------------- | --------- | ------------------- | -------- | ------------- | ------------- | ------------------ | ------ |
| 1999 | Buenos Aires | Marco Melandri  | Honda     | Olivier Jacque      | Yamaha   |               |               | Kenny Roberts, Jr. | Suzuki |
| 1998 | Buenos Aires | Tomomi Manako   | Honda     | Valentino Rossi     | Aprilia  |               |               | Mick Doohan        | Honda  |
| 1995 | Buenos Aires | Emilio Alzamora | Honda     | Max Biaggi          | Aprilia  |               |               | Mick Doohan        | Honda  |
| 1994 | Buenos Aires | Jorge Martínez  | Yamaha    | Tadayuki Okada      | Honda    |               |               | Mick Doohan        | Honda  |
| 1987 | Buenos Aires |                 |           | Sito Pons           | Honda    |               |               | Eddie Lawson       | Yamaha |
| 1982 | Buenos Aires | Ángel Nieto     | Garelli   |                     |          | Carlos Lavado | Yamaha        | Kenny Roberts      | Yamaha |
| 1981 | Buenos Aires | Ángel Nieto     | Minarelli | Jean-François Baldé | Kawasaki | Jon Ekerold   | Bimota-Yamaha |                    |        |

| Ano  | Pista        | 50 cc         | 50 cc  | 125 cc        | 125 cc  | 250 cc            | 250 cc     | 500 cc               | 500 cc    |
| Ano  | Pista        | Piloto        | Moto   | Piloto        | Moto    | Piloto            | Moto       | Piloto               | Moto      |
| ---- | ------------ | ------------- | ------ | ------------- | ------- | ----------------- | ---------- | -------------------- | --------- |
| 1963 | Buenos Aires | Hugh Anderson | Suzuki | Jim Redman    | Honda   | Tarquinio Provini | Morini     | Mike Hailwood        | MV Agusta |
| 1962 | Buenos Aires | Hugh Anderson | Suzuki | Hugh Anderson | Suzuki  | Arthur Wheeler    | Moto Guzzi | Benedicto Caldarella | Matchless |
| 1961 | Buenos Aires |               |        | Tom Phillis   | Honda   | Tom Phillis       | Honda      | Jorge Kissling       | Matchless |
| 1960 | Buenos Aires |               |        | John Grace    | Bultaco | Tom Phillis       | Honda      | Juan Carlos Salatino | Gilera    |

### Múltiplas vitórias (pilotos)
| Nº Vitórias | Piloto          | Vitórias  | Vitórias         |
| Nº Vitórias | Piloto          | Categoria | Vitórias         |
| ----------- | --------------- | --------- | ---------------- |
| 3           | Tom Phillis     | 250 cc    | 1960, 1961       |
| 3           | Tom Phillis     | 125 cc    | 1961             |
| 3           | Hugh Anderson   | 125 cc    | 1962             |
| 3           | Hugh Anderson   | 50 cc     | 1962, 1963       |
| 3           | Mick Doohan     | 500 cc    | 1994, 1995, 1998 |
| 3           | Marc Márquez    | MotoGP    | 2014, 2016, 2019 |
| 2           | Ángel Nieto     | 125 cc    | 1981, 1982       |
| 2           | Valentino Rossi | MotoGP    | 2015             |
| 2           | Valentino Rossi | 250 cc    | 1998             |
| 2           | Johann Zarco    | Moto2     | 2015, 2016       |
| 2           | Marco Bezzecchi | MotoGP    | 2023             |
| 2           | Marco Bezzecchi | Moto3     | 2018             |

### Múltiplas vitórias (construtores)
| Nº Vitórias | Construtor | Vitórias  | Vitórias                                       |
| Nº Vitórias | Construtor | Categoria | Vitórias                                       |
| ----------- | ---------- | --------- | ---------------------------------------------- |
| 20          | Honda      | MotoGP    | 2014, 2016, 2018, 2019                         |
| 20          | Honda      | 500 cc    | 1994, 1995, 1998                               |
| 20          | Honda      | 250 cc    | 1960, 1961, 1987, 1994                         |
| 20          | Honda      | Moto3     | 2015, 2016, 2017, 2023                         |
| 20          | Honda      | 125 cc    | 1961, 1963, 1995, 1998, 1999                   |
| 8           | Kalex      | Moto2     | 2014, 2015, 2016, 2017, 2018, 2019, 2022, 2023 |
| 7           | Yamaha     | MotoGP    | 2015, 2017                                     |
| 7           | Yamaha     | 500 cc    | 1982, 1987                                     |
| 7           | Yamaha     | 350 cc    | 1982                                           |
| 7           | Yamaha     | 250 cc    | 1999                                           |
| 7           | Yamaha     | 125 cc    | 1994                                           |
| 4           | Suzuki     | 500 cc    | 1999                                           |
| 4           | Suzuki     | 125 cc    | 1962                                           |
| 4           | Suzuki     | 50 cc     | 1962, 1963                                     |
| 3           | KTM        | Moto3     | 2014, 2018, 2019                               |
| 3           | Aprilia    | MotoGP    | 2022                                           |
| 3           | Aprilia    | 250 cc    | 1995, 1998                                     |
| 2           | Matchless  | 500 cc    | 1961, 1962                                     |